# Thallarcha punctulata
Thallarcha punctulata är en fjärilsart som beskrevs av Van Eecke 1920. Thallarcha punctulata ingår i släktet Thallarcha och familjen björnspinnare. Inga underarter finns listade i Catalogue of Life.